# Alexandria Ocasio-Cortez
Alexandria Ocasio-Cortez (/oʊˌkɑːsioʊ kɔːrˈtɛz/; tiếng Tây Ban Nha: [oˈkasjo koɾˈtes]; sinh ngày 13 tháng 10 năm 1989), còn được biết tới qua tên viết tắt AOC, là một chính khách người Mỹ đảm nhiệm chức vụ Dân biểu Hoa Kỳ đại diện cho khu vực quốc hội 14 của New York kể từ năm 2019. Khu vực này bao gồm phần phía đông The Bronx, một phần phía bắc trung tâm quận Queens và Đảo Rikers của Thành phố New York. Cô là đảng viên Dân chủ.
Ocasio-Cortez thu hút được sự chú ý trên cả nước khi chiến thắng trong cuộc bỏ phiếu sơ bộ của đảng Dân chủ tại khu vực quốc hội 14 của bang New York vào ngày 26 tháng 6 năm 2018. Cô đã đánh bại Chủ tịch nhóm nghị sĩ Dân chủ tại Hạ viện Joe Crowley, người đã nắm chức vụ Dân biểu trong 10 nhiệm kỳ, với chiến thắng được cho là bất ngờ lớn nhất trong các cuộc bầu cử sơ bộ giữa nhiệm kỳ năm 2018. Sau đó cô tiếp tục chiến thắng trước đối thủ Anthony Pappas thuộc đảng Cộng Hòa trong cuộc tổng tuyển cử tháng 11 năm 2018. Tới cuộc bầu cử năm 2020, cô tái đắc cử vị trí Dân biểu Hoa Kỳ, đánh bại đối thủ John Cummings.
Với việc nhậm chức ở tuổi 29, Ocasio-Cortez là người phụ nữ trẻ nhất đảm nhận một chức vụ tại Quốc hội Hoa Kỳ. Cô là nghị sĩ trẻ tuổi nhất tại Quốc hội cho tới năm 2021 khi Madison Cawthorn nhậm chức. Cô gây chú ý bởi sự hiện diện đáng kể trên mạng xã hội khi so với các nghị sĩ khác trong Quốc hội. Ocasio-Cortez học song ngành quan hệ quốc tế và kinh tế học tại Đại học Boston, tốt nghiệp loại cum laude (tức là nằm trong top 20-30% của lớp). Trước đó cô là một nhà hoạt động và từng làm bồi bàn và nhân viên pha chế trước khi tranh cử vào Quốc hội năm 2018.
Ocasio-Cortez nằm trong số những thành viên nữ đầu tiên của Hội các nhà Dân chủ xã hội chủ nghĩa Mỹ ("Democratic Socialists of America") được bầu giữ các chức vụ trong Quốc hội, cùng với Rashida Tlaib. Chiến dịch của cô ủng hộ một nền tảng tiến bộ trong đó bao gồm thực hiện Medicare for All, bảo đảm việc làm ở cấp liên bang, Chính sách Kinh tế Xanh Mới, và xóa bỏ Cơ quan Thực thi Di trú và Hải quan Hoa Kỳ (ICE).

## Thời thơ ấu
Ocasio-Cortez sinh ra trong một gia đình Công giáo ở quận Bronx, Thành phố New York vào ngày 13 tháng 10 năm 1989. Cô là con gái của Blanca Ocasio-Cortez (née Cortez) và Sergio Ocasio-Roman. Cô có một người em trai tên là Gabriel. Cha cô là người gốc Puerto Rico sinh ra ở The Bronx và về sau trở thành một kiến trúc sư; mẹ cô sinh ra tại Puerto Rico. Ocasio-Cortez sống với gia đình trong một căn hộ ở khu Parkchester, The Bronx cho tới lúc năm tuổi thì chuyển về sống trong ngôi nhà ở vùng ngoại ô Yorktown Heights.
Ocasio-Cortez học tại Trường Trung học phổ thông Yorktown và tốt nghiệp năm 2007. Thời còn học cấp ba và đại học, Ocasio-Cortez còn có biệt danh là "Sandy Ocasio". Cô từng đoạt giải nhì ở hạng mục vi sinh học tại Hội chợ Khoa học và Kỹ thuật Quốc tế Intel năm 2007 với dự án nghiên cứu ảnh hưởng của các chất chống oxy hóa lên tuổi thọ của loài giun tròn Caenorhabditis elegans. Để vinh danh những nỗ lực của cô, Phòng thí nghiệm Lincoln MIT đã đặt tên cô cho một tiểu hành tinh nhỏ: 23238 Ocasio-Cortez. Trong thời gian học cấp ba, cô từng tham gia các hoạt động tại Hội Lập pháp Trẻ Lorenzo de Zavala (LDZ) của Viện Tây Ban Nha Quốc gia ("National Hispanic Institute's Lorenzo de Zavala Youth Legislative Session"). Về sau cô trở thành Bộ trường Ngoại giao của LDZ khi đang học tại Đại học Boston. Ocasio-Cortez đã được trao Học bổng nghiên cứu sinh John F. Lopez.
Sau khi tốt nghiệp trung học, Ocasio-Cortez học tại Đại học Boston. Cha cô mất do ung thư phổi vào năm 2008 khi cô đang học năm thứ hai, và Ocasio-Cortez phải tham gia vào một cuộc chiến pháp lý lâu dài để chứng thực di chúc của cha và giải quyết các vấn đề về tài sản của ông. Cô cho rằng trải nghiệm này là bài học "đầu tay về cách mà những luật sư do tòa chỉ định giải quyết tài sản có thể làm giàu bằng tiền của những gia đình còn đang phải chật vật để xoay xở trước một bộ máy đầy sự quan liêu." Trong những năm học đại học, Ocasio-Cortez được làm thực tập sinh cho Thượng nghị sĩ Ted Kennedy, đảm nhiệm các vấn đề về đối ngoại và di trú. Cô hồi tưởng lại như sau: "Tôi là người duy nhất nói được tiếng Tây Ban Nha, và thế là khi mới chỉ có 19-20 tuổi, bất cứ khi nào có ai gọi đến kêu cứu cho người chồng của mình vì ông ấy vừa bị ICE lôi đi ngay trên phố, tôi là người phải nhấc máy. Tôi là người phải giúp họ định hướng được hệ thống đó." Ocasio-Cortez tốt nghiệp đại học loại cum laude vào năm 2011 với tấm bằng Cử nhân song ngành quan hệ quốc tế và kinh tế học.

## Sự nghiệp ban đầu
Sau khi tốt nghiệp đại học, Ocasio-Cortez trở về Bronx làm nhân viên pha chế rượu và bồi bàn để giúp đỡ mẹ—một nhân viên lau dọn nhà cửa và tài xế xe buýt đưa đón học sinh—để giữ lại căn nhà trước nguy cơ bị tịch thu. Về sau cô mở Brook Avenue Press, một nhà xuất bản sách hiện đã ngừng hoạt động, với các tác phẩm viết về The Bronx qua ngòi bút lạc quan. Ocasio-Cortez cũng trở về làm việc cho Viện Tây Ban Nha Quốc gia.
Trong cuộc bầu cử sơ bộ năm 2016, Ocasio-Cortez làm người tổ chức cho chiến dịch tranh cử tổng thống của Bernie Sanders. Sau cuộc tổng tuyển cử, cô dùng xe hơi đi khắp nước Mỹ tới những nơi như Flint, Michigan, và Khu bảo tồn Người bản địa Standing Rock ở North Dakota, để trò chuyện với những người chịu tác động của cuộc khủng hoảng nước tại Flint và vụ đường ống dẫn dầu Dakota Accesss. Trong một cuộc phỏng vấn, cô gọi chuyến đi tháng 12 năm 2016 của mình tới Standing Rock là một bước ngoặt, khi mà trước đó cô vẫn tin rằng cách duy nhất để tranh cử hiệu quả là phải có tiền của, ảnh hưởng xã hội và quyền lực. Nhưng qua chuyến đi tới North Dakota, nơi mà có đã thấy những người "dành cả cuộc đời và mọi thứ họ có để bảo vệ cộng đồng", cô được tiếp thêm nguồn cảm hứng để làm việc vì cộng đồng của mình. Một ngày sau chuyến đi North Dakota, cô nhận được cuộc gọi từ "Brand New Congress", một tổ chức chính trị đang tìm kiếm những nhân vật có tư tưởng tiến bộ để ứng cử vào Quốc hội (chính em trai cô đã đề cử chị ngay sau ngày bầu cử năm 2016).

## Dân biểu Hoa Kỳ

### Các cuộc bầu cử

#### 2018

Biểu tượng cho chiến dịch tranh cử của Ocasio-Cortez được lấy cảm hứng từ "những bích chương cách mạng và phong cách từ quá khứ."

Ocasio-Cortez bắt đầu chiến dịch tranh cử vào tháng 4 năm 2017 khi còn đang làm phục vụ ở Flats Fix, một quán taco ở Quảng trường Union, Thành phố New York. Cô nói với Bon Appétit rằng "80 phần trăm công việc của chiến dịch này được tôi hoàn thành nhờ chiếc túi giấy đi chợ phía sau quầy bar kia". Cô là người đầu tiên kể từ năm 2004 đứng ra tranh cử trước Joe Crowley, Chủ tịch nhóm nghị sĩ Dân chủ tại Hạ viện, trong cuộc bầu cử sơ bộ. Cô phải đối mặt với bất lợi về mặt tài chính, cho rằng "Bạn không thể lấy thêm tiền để thắng tiền. Bạn phải chơi một trò chơi hoàn toàn khác thì mới thắng được." Chiến dịch tranh cử của Ocasio-Cortez được huy động nguồn lực qua vận động trong quần chúng, không nhận sự quyên góp từ các tập đoàn, công ty lớn. Bích chương vận động tranh cử được lấy cảm hứng từ các "bích chương cách mạng và phong cách từ quá khứ".
Vào ngày 15 tháng 6, buổi gặp gỡ đối mặt duy nhất giữa hai ứng viên được diễn ra trên một chương trình trò chuyện chính trị tại địa phương, Inside City Hall, với hình thức phỏng vấn chung được thực hiện bởi Errol Louis. Vào ngày 18 tháng 6, một buổi tranh luận tại The Bronx được lên kế hoạch, nhưng Crowley không tham gia. Ông cử thành viên Hội đồng Thành phố New York Annabel Palma tới thay.

##### Ủng hộ
Ocasio-Cortez được các tổ chức tiến bộ và các tổ chức quyền dân sự ủng hộ như MoveOn và Democracy for America, cùng với đó là sự ủng hộ từ nữ diễn viên và cũng là ứng viên lần đầu Cynthia Nixon. Nixon, giống như Ocasio-Cortez, cũng ra tranh cử trước một quan chức đương nhiệm lâu năm, Thống đốc Andrew Cuomo thuộc đảng Dân chủ, trong cuộc bầu cử thống đốc bang New York năm 2018 nhưng đã thất cử với số phiếu 66%-34%.
Thống đốc Cuomo tuyên bố ủng hộ Crowley, cùng với hai Thượng nghị sĩ khác của New York, Chuck Schumer và Kirsten Gillibrand. Danh sách này còn bao gồm Thị trưởng Thành phố New York Bill de Blasio, nhiều Dân biểu Hoa Kỳ, một số quan chức địa phương và các công đoàn, cùng với một số tổ chức như Sierra Club, Planned Parenthood, Đảng Công tác Gia đình ("Working Families Party"), NARAL Pro-Choice America, và Moms Demand Action for Gun Sense in America. Nghị sĩ bang California Ro Khanna, một thành viên của ủy ban Dân chủ Công bằng ("Justice Democrat") cùng với Ocasio-Cortez, ban đầu tuyên bố ủng hộ Crowley nhưng sau đó bất ngờ lên tiếng ủng hộ cả Ocasio-Cortez.

##### Bầu cử sơ bộ

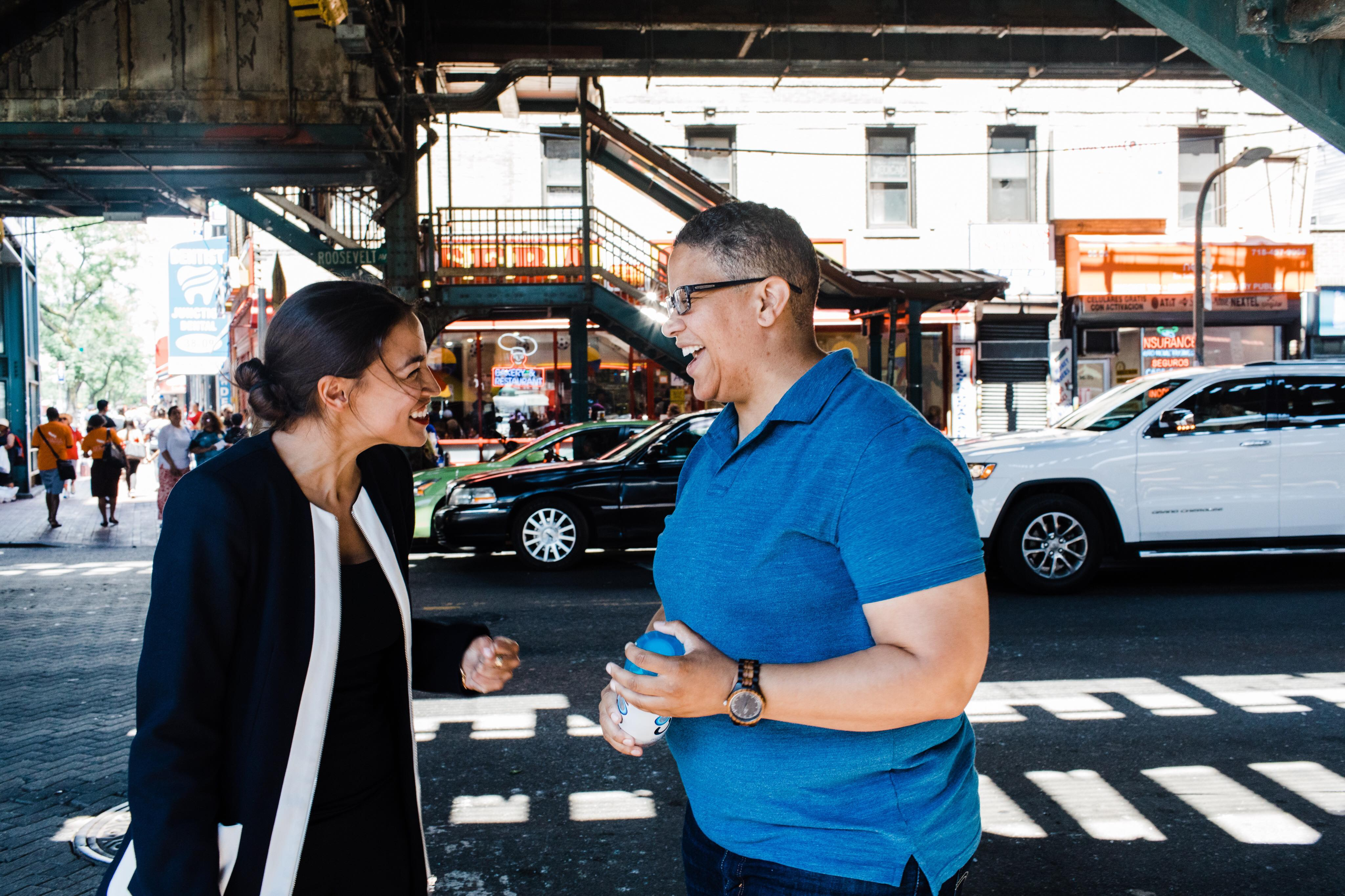
Ocasio-Cortez cùng với Kerri Evelyn Harris

Vào ngày 26 tháng 6 năm 2018, Ocasio-Cortez nhận được 57,13% phiếu bầu (15.897) so với tỷ lệ 42,5% phiếu của Crowley (11.761), đánh bại người đã nằm chức vụ trong 10 nhiệm kỳ qua gần 15 điểm phần trăm. Kết quả đã gây sốc cho nhiều bình luận viên, chuyên gia chính trị và ngay lập tức thu hút sự chú ý toàn quốc. Tạp chí Time gọi đây là "bất ngờ lớn nhất cuộc bầu cử năm 2018 cho tới thời điểm này"; CNN cũng đưa ra lời bình luận tương tự. The New York Times gọi đây là "một thất bại gây sốc [...] là thất bại đáng chú ý nhất của một quan chức Dân chủ đương nhiệm trong hơn một thập kỷ qua, và là thất bại sẽ còn vang dội khắp đảng Dân chủ và khắp cả nước". The Guardian thì mô tả đây là "một trong những bất ngờ lớn nhất trong lịch sử chính trị Mỹ hiện đại". Ngân sách cho chiến dịch của cô chỉ bằng 1 phần 18 so với đối thủ (83.000 USD so với 1,5 triệu USD) nhưng cô lại có được sử ủng hộ của một số nhóm, tổ chức cánh tả có ảnh hưởng lớn trong đảng. Merriam-Webster cho biết lượt tìm kiếm từ khóa "socialism" ("chủ nghĩa xã hội") tăng mạnh 1.500% sau chiến thắng của cô. Crowley thừa nhận thất bại vào đêm bầu cử nhưng không gọi điện chúc mừng Ocasio-Cortez, dấy lên một số suy đoán cho rằng ông định tranh cử độc lập trước cô trong cuộc tổng tuyển cử.
Bernie Sanders và Noam Chomsky đã liên lạc để chúc mừng cho chiến thắng của cô. Một số bình luận viên cho thấy có sự giống nhau giữa chiến thắng của Ocasio-Cortez trước Crowley với chiến thắng của Dave Brat do phong trào Tiệc Trà hỗ trợ trước Lãnh tụ đa số tại Hạ viện Eric Cantor trong cuộc bầu cử sơ bộ của đảng Cộng hòa năm 2014 tại khu vực quốc hội 7 của Virginia. Giống như Crowley, Cantor cũng là một thành viên cấp cao trong nhóm nghị sĩ của đảng. Sau chiến thắng tại cuộc bầu cử sơ bộ, Ocasio-Cortez tuyên bố ủng hộ một số các ứng viên theo tư tưởng tiến bộ khác cũng đang tranh cử trước các quan chức Dân chủ đương nhiệm trên cả nước, nhằm tạo thêm sự chú ý và sử dụng nguồn vốn chính trị của mình theo cách mà kể cả ở những ứng viên bất ngờ chiến thắng bầu cử sơ bộ trước đó cũng chưa từng thấy.
Mặc dù không có chiến dịch tranh cử nhưng Ocasio-Cortez vẫn chiến thắng cuộc bầu cử sơ bộ của Đảng Cải cách dưới dạng ứng viên viết thêm tại khu vực quốc hội 15 kế bên, với tổng cộng 9 phiếu bầu, cao nhất trong số tất cả 22 ứng viên được viết thêm khác. Cô đã từ chối đề cử này.

##### Tổng tuyển cử
Ocasio-Cortez đối mặt với ứng viên đảng Cộng hòa Anthony Pappas trong cuộc tổng tuyển cử ngày 6 tháng 11. Pappas sống tại Astoria và là một giáo sư kinh tế học tại Đại học St. John. Theo New York Post, Pappas không tích cực tranh cử. Tờ báo này viết chiến dịch của Pappas "ít có cơ hội thành công", vì đây là khu vực có Chỉ số bầu cử đảng phái Cook ở mức D+29, tức là có chiều hướng thiên về đảng Dân chủ lớn thứ sáu so với toàn Thành phố New York. Số đảng viên Dân chủ tại đây gấp gần sau lần đảng Cộng hòa. Khu vực này đã luôn luôn nằm trong tay đảng Dân chủ kể từ năm 1949, và trước đó cũng chỉ gián đoạn trong hai năm.
Ocasio-Cortez nhận được sự ủng hộ từ nhiều tổ chức và nhân vật tiến bộ, trong đó có cựu Tổng thống Barack Obama và Thượng nghị sĩ Bernie Sanders. Cô tham gia phát biểu tại hội nghị Netroots Nation vào tháng 8 năm 2018, và được giới thiệu là "ngôi sao sáng không cần phải bàn cãi của hội nghị".
Crowley vẫn có tên trên lá phiếu với vai trò là ứng viên của Đảng Công tác Gia đình (WFP) và Đảng Phụ nữ Bình đẳng (WEP). Cả ông và WFP đều không tích cực vận động tranh cử khi đều đã ủng hộ Ocasio-Cortez sau cuộc bầu cử sơ bộ. Ocasio-Cortez gọi WEP, một chính đảng do Thống đốc Cuomo tạo ra trước cuộc bầu cử thống đốc năm 2014, là một nhóm trung dung ích kỷ, chủ trương ủng hộ các quan chức nam đương nhiệm thay vì những ứng viên nữ yếu thế như cô và Nixon. Cựu Thượng nghị sĩ bang Connecticut Joe Lieberman, người từng tái đắc cử vào năm 2006 với vai trò là ứng viên của một đảng thứ ba sau khi trước đó thất bại trong cuộc bầu cử sơ bộ của đảng Dân chủ, có bài viết trên tờ Wall Street Journal vào ngày 17 tháng 7 bày tỏ hi vọng Crowley sẽ tích cực tranh cử với vai trò ứng viên của WFP. Giám đốc WFP Dan Cantor đã viết lời tuyên bố ủng hộ và xin lỗi với Ocasio-Cortez trên tờ New York Daily News; ông kêu gọi cử tri không bầu cho Crowley nếu tên ông còn xuất hiện trên lá phiếu.
Ocasio-Cortez thắng cử với 78% phiếu bầu (110.318), còn Pappas nhận được 14% phiếu (17.762). Crowley, đại diện cho WFP và WEP, nhận được 9.348 phiếu (6,6%). Cuộc bầu cử của cô là một phần trong chiến thắng lớn của đảng Dân chủ ở cuộc bầu cử giữa nhiệm kỳ năm 2018, khi đảng này đã nắm quyền kiểm soát Hạ viện với việc giành lại 41 ghế. Saikat Chakrabarti, người đã từng cùng với Ocasio-Cortez đứng đầu chiến dịch tranh cử, nắm giữ chức tham mưu trưởng trong văn phòng quốc hội mới của cô. Là người đồng sáng lập hai ủy ban hành động tiến bộ, anh được coi là đã có sự hiện diện chính trị đáng kể.

##### Nhận định từ truyền thông

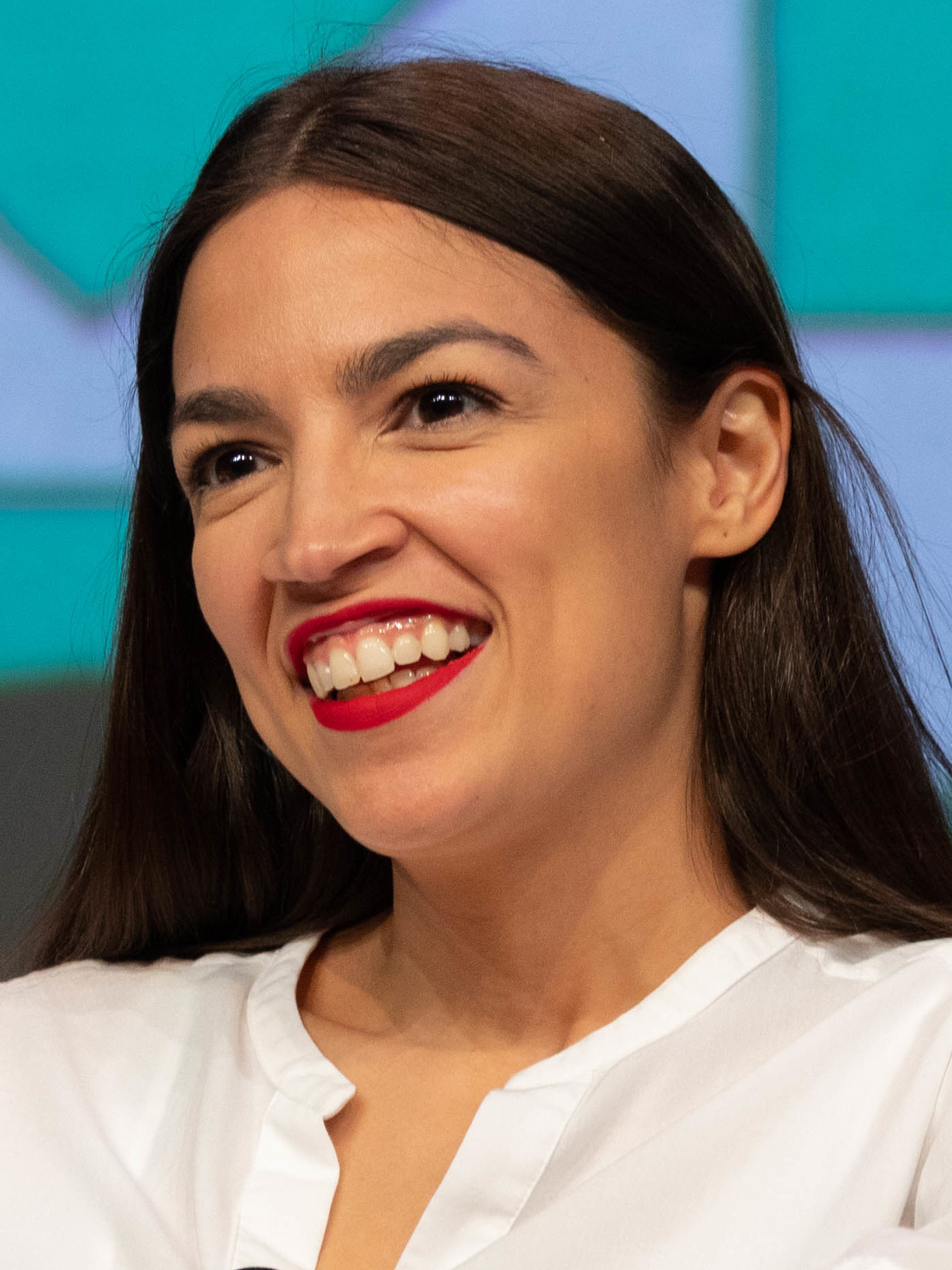
Ocasio-Cortez tại South by Southwest 2019

Hãng truyền thông đầu tiên tạo cơ hội cho Ocasio-Cortez và đưa tin về chiến dịch và các chiến sách của cô là The Young Turks, một chương trình tin tức cánh tả trực tuyến. Sau chiến thắng tại cuộc bầu cử sơ bộ, cô nhanh chóng được truyền thông cả nước chú ý, trong đó có nhiều lần được xuất hiện trên các bài viết và chương trình truyền hình. Cô cũng gây được sự chú ý lớn từ truyền thông khi cùng Sanders tham gia vận động cho James Thompson tại Kansas vào tháng 7 năm 2018. Tiêu biểu nhất là một buổi vận động tại Wichita phải chuyển địa điểm tổ chức ra khỏi một nhà hát có sức chứa 1.500 người khi con số người tham dự vượt xa dự tính. Sự kiện ấy thu hút tới 4.000 người, một số người còn phải ngồi xuống sàn. Trên tạp chí The New Yorker, Benjamin Wallace-Wells viết mặc dù Sanders vẫn tiếp tục là "lãnh tụ thực tế của phe cánh tả đang ngày càng phổ biến, [ông lại không thể] làm được một số điều không thuộc khả năng của ông, như là đem lại hi vọng cho các cử tri". Wallace-Wells cho rằng Ocasio-Cortez đã giúp cho nhiệm vụ của Sanders dễ thực hiện hơn, khi mà cô trở thành một ví dụ để Sanders cho thấy rằng có những ý tưởng "từng được coi là cực đoan giờ đã là một phần của xu hướng".
Trước khi đánh bại nghị sĩ đương nhiệm Joe Crowley trong cuộc bầu cử sơ bộ năm 2018, Ocasio-Cortez nhận được rất ít sự chú ý của hầu hết các hãng truyền thông truyền thống. Jimmy Dore từng phỏng vấn cô khi cô mới tuyên bố tranh cử vào tháng 6 năm 2017. Sau chiến thắng tại cuộc bầu cử sơ bộ, Brian Stelter viết rằng các hãng truyền thông tiến bộ, như The Young Turks và The Intercept, "đã thấy trước được sự bất ngờ của Ocasio-Cortez". Margaret Sullivan viết trên tờ The Washington Post rằng những yếu tố thường được đem ra so sánh giữa các chiến dịch tranh cử, như tổng số tiền gây quỹ được, đang đóng góp vào một "thất bại truyền thông" và các hãng cần "bám sát hơn vào những gì cử tri đang suy nghĩ và cảm nhận: sự giận dữ và phẫn nộ của họ, cảm giác bị những người có quyền lực bỏ rơi, những vấn đề ảnh hưởng đến túi tiền của họ."
Chiến dịch tranh cử của Ocasio-Cortez được giới thiệu trên trang bìa số tháng 6 năm 2018 của The Indypendent, một tờ báo hàng tháng có trụ sở ở Thành phố New York. Trong một dòng tweet, cô gọi sự xuất hiện của mình trên "tờ báo kinh điển của thành phố New York" là bước ngoặt quan trọng trong chiến dịch của mình. Nếu không có sự kiện ấy, Ocasio-Cortez sẽ gần như vắng bóng trên các tờ báo in cho tới cuộc bầu cử sơ bộ. Truyền thông cũng để ý rằng cô không có bài viết nào trên Wikipedia cho tới khi thắng cuộc bầu cử sơ bộ, gây ra một số chỉ trích rằng trang web có sự phân biệt kỳ thị với phụ nữ.
The Young Turks tiếp tục đưa tin về Ocasio-Cortez và còn bảo vệ cô khỏi giới tinh hoa chính trị và truyền thông, những người coi cô là kẻ nằm ngoài văn hóa chính trị của DC, đồng thời cũng chỉ trích một số chính sách của cô.
Ocasio-Cortez là một trong những nhân vật được nhắc tới trong bộ phim tài liệu Fahrenheit 11/9 năm 2018 của Michael Moore; bộ phim đã giới thiệu và ghi lại những diễn biến trong chiến dịch tranh cử của cô.
Với mục đích gây trở ngại cho Ocasio-Cortez ngay trước khi cô nhậm chức, một người dùng trên Twitter "AnonymousQ" đã chia sẻ một video từ thời Ocasio-Cortez còn học đại học: một đoạn video nhảy múa do sinh viên trường Đại học Boston sản xuất, trong đó cô có màn xuất hiện ngắn. Nhiều người dùng mạng xã hội đã lên tiếng bảo vệ cô; đoạn video còn là cảm hứng cho nhiều meme và còn được một tài khoản Twitter ghép vào các bài nhạc như "Mambo No. 5" và "Gangnam Style". Ocasio-Cortez cũng phản hồi bằng một video quay cảnh chính cô nhảy trên nền bài hát "War" của Edwin Starr ngay trước cửa văn phòng tại quốc hội.
Vào năm 2019, Elizabeth Warren đã đề cử Ocasio-Cortez vào danh sách Time 100. Vào tháng 1 năm 2019, bộ phim tài liệu Knock Down the House, xoay quanh bốn nữ nhân vật của đảng Dân chủ trong cuộc tổng tuyển cử năm 2018, những người chưa từng có kinh nghiệm làm chính khách, trong đó có Ocasio-Cortez, Amy Vilela, Cori Bush và Paula Jean Swearengin, được công chiếu tại Liên hoan phim Sundance 2019. Ocasio-Cortez là người duy nhất trong đó thắng cử. Phim được Netflix phát hành ngày 1 tháng 5 năm 2019.

#### 2020
Vào năm 2020, Michelle Caruso-Cabrera là người ra tranh cử trước Ocasio-Cortez trong cuộc bầu cử sơ bộ đảng Dân chủ. Sau khi Ocasio-Cortez đoạt được đề cử của đảng, Caruso-Cabrera tiếp tục tranh cử tại cuộc tổng tuyển cử với vai trò là ứng viên của Phong trào Phục vụ nước Mỹ ("Serve America Movement"). Các đối thủ của Ocasio-Cortez thuộc đảng Cộng hòa bao gồm ứng viên John Cummings, một cựu sĩ quan cảnh sát, và Antoine Tucker, một ứng viên được điền thêm vào lá phiếu.
Tờ American Prospect viết vào tháng 10 năm 2020 rằng Ocasio-Cortez "dành chiến dịch năm 2020 tại các buổi hội thảo" với những chủ đề về tổ chức nơi làm việc, fighting eviction, và tổ chức chăm sóc trẻ em tập thể. Họ chỉ ra rằng Ocasio-Cortez thường không được giới thiệu trong các buổi hội thảo được truyền trực tuyến, cho rằng đây là "chiến lược phi tập trung hóa ứng viên ngay trong chiến dịch của chính mình".
Vào ngày 20 tháng 10 năm 2020, Ocasio-Cortez tổ chức một buổi stream trò chơi Among Us trên Twitch cùng với đồng nghiệp Ilhan Omar, với sự tham gia của nhiều game thủ nổi tiếng như Pokimane, DrLupo và mxmtoon. Buổi stream có thời điểm thu hút được hơn 400.000 người xem cùng lúc, và theo nhà báo Joshua Rivera của The Guardian thì sự kiện này đóng vai trò lớn trong nỗ lực đưa cô gần hơn với các cử tri. Ocasio-Cortez tiếp tục có buổi stream Among Us trên Twitch vào ngày 27 tháng 11 năm 2020 cùng với Hasan Piker, xQc, ContraPoints và nghị sĩ Canada Jagmeet Singh với mục đích gây quỹ cho các bếp ăn từ thiện, các quỹ trợ giúp pháp lý và các tổ chức cộng đồng hỗ trợ những người dân chịu ảnh hưởng kinh tế của đại dịch COVID-19. Sau khi gây quỹ được số tiền 200.000 USD, Ocasio-Cortez viết "Số tiền này sẽ tạo nên sự khác biệt rất lớn cho những người đang cần sự giúp đỡ".

### Nhiệm kỳ
Ocasio-Cortez bắt đầu nhiệm kỳ Dân biểu tại Quốc hội khóa 116 vào ngày 3 tháng 1 năm 2019. Mặc dù không có thâm niên trong chính trường, cô lại có được sự hiện diện rất lớn trên các trang truyền thông xã hội. Axios mô tả cô "nắm quyền lực trên mạng xã hội nhiều bằng những đồng nghiệp trong cùng đảng Dân chủ cộng lại". Tính đến  tháng 8 năm 2020, tài khoản Twitter có tới 8 triệu người theo dõi, lớn hơn nhiều so với con số 1,4 triệu vào tháng 11 năm 2018 và vượt qua cả Nancy Pelosi. Cô có 2,2 triệu người theo dõi trên Instagram tính tới tháng 1 năm 2019 và 500.000 lượt theo dõi trên Facebook tính tới tháng 2 năm 2019. Một số đồng nghiệp đã nhờ tới cô để học hỏi thêm về mạng xã hội. Vào đầu tháng 7 năm 2019, hai nhà phê bình chính trị cánh hữu Joey Salads và Dov Hikind đâm đơn kiện Ocasio-Cortez do bị cô chặn tài khoản trên Twitter. Vụ kiện xảy ra sau phán quyết của Tòa án Phúc thẩm Khu vực hai cho rằng Tổng thống Trump vi phạm Tu chính án thứ nhất khi chặn một số người trên Twitter. Vào ngày 4 tháng 11 năm 2019, hai vụ kiện được thông báo là đã được giải quyết sau khi Ocasio-Cortez đưa ra lời xin lỗi công khai.
Trong một cuộc phỏng vấn năm 2019, Ocasio-Cortez cho biết cô đã ngừng sử dụng tài khoản Facebook cá nhân và giảm tối đa tần suất sử dụng mạng xã hội trên tất cả các nền tảng, đồng thời gọi đây là "rủi ro sức khỏe cộng đồng".

#### Khởi đầu
Vào tháng 11 năm 2018, trong ngày đầu tiên tổ chức buổi định hướng dành cho các nghị sĩ mới, Ocasio-Cortez tham gia một cuộc biểu tình về biến đổi khí hậu bên ngoài văn phòng Lãnh tụ thiểu số tại Hạ viện Nancy Pelosi. Cũng trong tháng đó, cô lên tiếng ủng hộ bà Pelosi làm Chủ tịch Hạ viện khi đảng Dân chủ giành lại quyền kiểm soát Hạ viện, với điều kiện bà Pelosi "tiếp tục là ứng viên tiến bộ nhất tranh chức Chủ tịch".

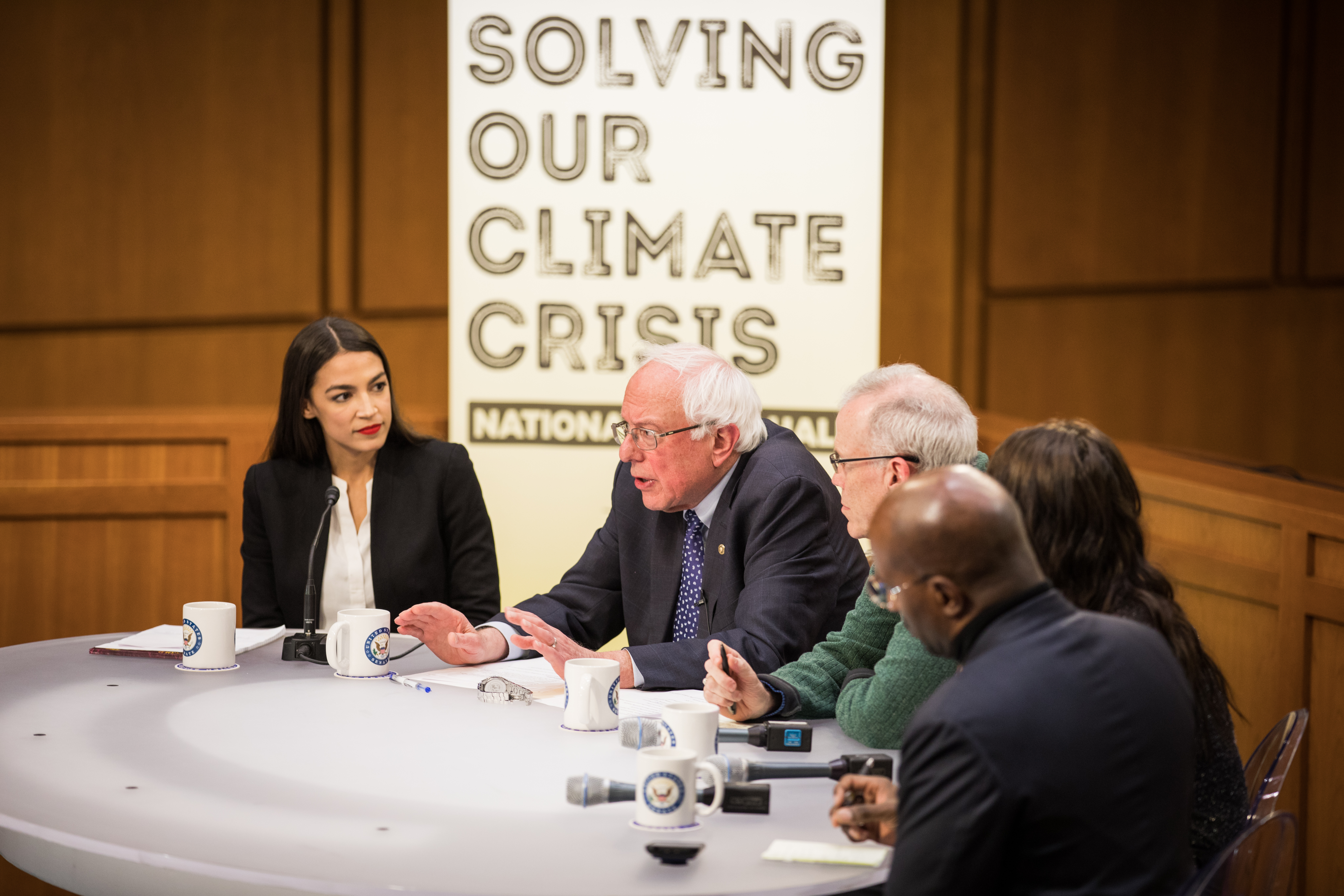
Ocasio-Cortez và Thượng nghị sĩ Bernie Sanders vào tháng 12 năm 2018

Trong buổi định hướng chào mừng các nghị sĩ mới do Viện Chính phủ John F. Kennedy tổ chức vào tháng 12 năm 2018, Ocasio-Cortez viết trên Twitter bình luận về sự ảnh hưởng từ các công ty, tập đoàn lớn tham gia tài trợ như Viện Doanh nghiệp Mỹ hay Trung tâm Nghiên cứu Chiến lược và Quốc tế: "Ở đây có các nhà vận động hành lang, có cả Goldman Sachs. Thế còn những người lao động, những nhà hoạt động, những lãnh đạo cộng đồng đang ở đâu?"
Vào tháng 1 năm 2019, khi Ocasio-Cortez lần đầu có bài phát biểu trước Quốc hội, hãng tin C-SPAN đã đăng tải video bài phát biểu trên Twitter. Trong vòng 12 giờ đồng hồ, bài phát biểu dài bốn phút này trở thành video của một Dân biểu được xem nhiều nhất trên trang Twitter của C-SPAN.

#### Điều trần
Vào tháng 2 năm 2019, phát biểu tại một phiên điều trần với một số đại diện của các nhóm giám sát tài chính vận động tranh cử, Ocasio-Cortez đặt nghi vấn về các quy tắc được các nhóm giám sát áp dụng vởi cả tổng thống và các thành viên Quốc hội. Cô cho rằng không tồn tại bất cứ quy định nào ngăn các nhà làm luật "bị các tập đoàn giàu có mua chuộc". Với hơn 37,5 triệu lượt xem, đoạn clip ghi lại phát biểu trên trở thành video chính trị được xem nhiều nhất trên Twitter.
Trong phiên điều trần tháng 2 năm 2019 trước Ủy ban Giám sát Hạ viện của Michael Cohen, cựu luật sư từng làm việc cho Tổng thống Donald Trump, Ocasio-Cortez đưa ra câu hỏi về việc liệu ông Trump có thổi phồng giá trị tài sản nhằm thu lợi từ các ngân hàng và quỹ bảo hiểm, đồng thời yêu cầu ông cung cấp thêm thông tin về vấn đề này. Cohen trả lời với ngầm ý rằng Trump có thể đã gian lận thuế và ngân hàng trong quá trình khai thuế cá nhân và doanh nghiệp. Chủ tịch Hiệp hội Hiến pháp Mỹ ("American Constitution Society") gọi Ocasio-Cortez là người xuất sắc nhất trong việc lấy thông tin từ Cohen về "những hành động mờ ám" của Trump, đồng thời cũng là người along with a road map for how to find out more." Bình luận viên David Brooks của New York Times dành lời khen ngợi cho kỹ năng vấn đáp của cô trước Cohen. Cuộc trao đổi giữa Ocasio-Cortez và Cohen đã thúc đẩy cho một cuộc điều tra bởi Tổng chưởng lý bang New York Letitia James; ông nhắc tới cuộc trao đổi trên vào tháng 8 năm 2020 khi thực hiện các hành động pháp lý nhằm buộc các công ty của Trump phải tuân theo các trát của tòa án về thông tin tài chính, đồng thời cũng yêu cầu người con trai Eric Trump ra làm chứng.

#### Nhận định từ truyền thông
Theo các báo cáo vào tháng 3 năm 2019, Ocasio-Cortez tiếp tục được nhiều sự chú ý của truyền thông ngay từ đầu nhiệm kỳ Dân biểu tương đương với các ứng viên tổng thống 2020 và được coi là "một trong những gương mặt tiêu biểu của đảng Dân chủ" đồng thời cũng là chính khách được nói tới nhiều nhất nước Mỹ. Tính từ ngày 8 đến 14 tháng 7 năm 2019, cô thu hút được sự chú ý trên mạng xã hội nhiều hơn cả các ứng viên tổng thống đảng Dân chủ. Công ty theo dõi NewsWhip cho biết lượng tương tác với các bài báo về Ocasio-Cortez đạt mức 4,8 triệu, trong khi không có ứng viên tổng thống Dân chủ nào được hơn 1,2 triệu lượt tương tác. David Bauder của Associated Press viết rằng những người ủng hộ Trump đã "có chút thành công" trong việc đưa Ocasio-Cortez "thành người luôn xuất hiện đầu tiên khi người ta nghĩ đến đảng Dân chủ".
Theo một nghiên cứu của Media Matters for America, Ocasio-Cortez đã được thảo luận rất thường xuyên trên hai kênh truyền hình Fox News và Fox Business; trong khoảng thời gian 42 ngày từ 25 tháng 2 đến 7 tháng 4 năm 2019, ngày nào cô cũng được hai kênh này nhắc tới, tổng cộng 3.181 lần (trung bình 75 lần một ngày). Nhà báo David Smith của The Guardian viết đây là bằng chứng cho thấy Fox đang "bị ám ảnh bởi Ocasio-Cortez, thể hiện cô như một nhà xã hội chủ nghĩa cực đoan, đe dọa tới cách sống của người dân Mỹ." Brian Stelter của CNN Business phát hiện từ tháng 1 đến tháng 7 năm 2019, số lần cô được nhắc tới trên Fox News bằng gấp ba lần trên CNN và MSNBC, và gấp bảy lần so với James Clyburn, một lãnh đạo đảng Dân chủ tại Hạ viện. Stelter viết rằng sự chú ý mà Ocasio-Cortez nhận được là nguyên nhân "nhiều nhân vật cảnh hữu coi vị thế và chính sách của cô đại diện cho toàn đảng Dân chủ". Trong một cuộc khảo sát của CBS News và YouGov với gần 2.100 người Mỹ trưởng thành từ 17 đến 19 tháng 7, phần lớn những người biết về Ocasio-Cortez lại thuộc về đảng Cộng hòa. Những người trả lời theo đảng Cộng hòa đưa ra những đánh giá rất xấu về cô, trong khi phía Dân chủ thì ngược lại.
Vào tháng 3 năm 2019, PolitiFact đưa tin Ocasio-Cortez là "một trong những chính khách bị đưa thông tin sai lệch nhiều nhất, mặc dù cô chỉ vừa bắt đầu nhiệm kỳ đầu tại Quốc hội". Rất nhiều trích dẫn, hình ảnh và tin đồn giả mạo về cô đã được lan truyền trên mạng xã hội. Một số xuất phát từ các diễn đàn 4chan và r/The Donald. Trong số các thông tin sai lệch, có nhiều lần các phát biểu của Trump bị gán cho Ocasio-Cortez, ví dụ như câu nói "I have a very good brain and I've said lots of things" ("Não tôi rất tốt và tôi đã nói rất nhiều điều"). Vào ngày 18 tháng 7 năm 2019, Charlie Rispoli, một sĩ quan cảnh sát từ Gretna, đăng lời đe dọa bắn chết Ocasio-Cortez lên Facebook, trong đó anh gọi cô là "tên ngốc hèn hạ" cần "phải làm một phát, và ý tôi không phải là cái cô ta từng đi phục vụ". Rispoli đăng bình luận trên để phản hồi trước một bài viết đưa tin giả mạo rằng Ocasio-Cortez có phát ngôn "Chúng ta đang trả quá nhiều cho các binh lính". Một bức ảnh từ bài viết này cũng được dán nhãn "châm biếm". Rispoli sau đó đã bị sa thải và tài khoản Facebook của anh cũng bị xóa.

#### "The Squad"
Ocasio-Cortez là thành viên của một nhóm không chính thức các nghị sĩ mới mang tư tưởng tiến bộ có tên là "The Squad," cùng với Ilhan Omar (đảng Dân chủ, bang Minesota), Ayanna Pressley (đảng Dân chủ, bang Massachussets), Rashida Tlaib (đảng Dân chủ, bang Michigan), Cori Bush (đảng Dân chủ, bang Missouri) và Jamaal Bowman (đảng Dân chủ, bang New York).
Vào ngày 14 tháng 7 năm 2019, Tổng thống Trump đăng dòng tweet chỉ trích nhóm này (khi đó chỉ có bốn thành viên), nói rằng họ nên "quay về giúp sửa chữa" đất nước của họ thay vì chỉ trích chính quyền Mỹ. Ông tiếp tục có những bình luận tương tự trong những ngày sau đó, mặc dù ba trong số các thành viên của nhóm đều sinh ra trên đất Mỹ. Ocasio-Cortez phản hồi bằng một dòng tweet: "Phát ngôn của Tổng thống [ngày hôm qua] kêu gọi bốn nữ nghị sĩ Mỹ da màu "quay về đất nước của họ", là ngôn ngữ tiêu biểu của những người theo tư tưởng người da trắng thượng đẳng." Sau đó cô nói thêm "Chúng tôi không rời bỏ những gì mà chúng tôi yêu, và khi chúng tôi yêu đất nước này, chúng tôi phải đưa ra giải pháp để sửa chữa nó." Vài ngày sau, Trump tiếp tục đưa thông tin sai lệch rằng Ocasio-Cortez gọi "đất nước và con người chúng ta là 'rác rưởi'"; thực chất cô nói rằng người Mỹ không nên hài lòng với những chính sách ôn hòa "chỉ hơn những thứ rác rưởi được 10%". Trump còn đưa thông tin sai về phát biểu Ocasio-Cortez rằng "những người nhập cư trái phép giống người Mỹ hơn" chính những người Mỹ giữ cho họ không được vào nước; thực chất phát biểu đầy đủ của cô là "những người phụ nữ và những đứa trẻ ở vùng biên giới muốn tị nạn và tìm kiếm cơ hội" ở nước Mỹ "đang hành xử giống người Mỹ hơn" những người Mỹ đang ngăn chặn họ.

#### Chính sách kinh tế xanh mới
Vào ngày 7 tháng 2 năm 2019, Ocasio-Cortez đệ trình lên Thượng viện văn kiện đầu tiên của cô, Chính sách kinh tế xanh mới ("Green New Deal"). Cô cùng Thượng nghị sĩ Ed Markey ra một nghị quyết chung không ràng buộc với nội dung đặt ra những điểm chính của một cuộc "tổng huy động kinh tế" trong thời gian 10 năm nhằm chấm dứt sử dụng nhiên liệu hóa thạch và thực hiện cuộc đại tu cơ sở vật chất trên cả nước. Their plan called for implementing the "social cost of carbon" that was part of the Obama administration's plans to address climate change. Kế hoạch trong quá trình triển khai sẽ giúp tạo thêm việc làm và thúc đẩy phát triển kinh tế. Theo CNBC, một bản đề cương ban đầu của Green New Deal kêu gọi "xóa bỏ hoàn toàn nhiên liệu hóa thạch, nâng cấp hoặc thay thế 'mọi tòa nhà' trên cả nước và 'làm mới hoàn toàn hạ tầng giao thông' tới mức 'không còn cần thiết phải đi lại bằng đường hàng không'". Bản đề cương đạt mục tiêu đưa nước Mỹ tiến tới "cân bằng phát thải khí nhà kính (net-zero) trong vòng 10 năm". Các nhà lập pháp giải thích: "Chúng tôi đạt mục tiêu net-zero chứ không phải không phát thải trong vòng 10 năm tới bởi không thể chắc chắn rằng ta có thể loại bỏ được những con bò trung tiện hay những chiếc máy bay nhanh đến như vậy.'" Các nhóm hoạt động như Hòa bình xanh và Phong trào Bình minh đã lên tiếng ủng hộ kế hoạch này. Không có nhà lập pháp Cộng hòa nào bày tỏ ủng hộ. Kế hoạch nhận được ủng hộ từ một số thượng nghị sĩ Dân chủ, trong đó có Elizabeth Warren, Bernie Sanders và Cory Booker; các thành viên Dân chủ khác như Thượng nghị sĩ Dianne Feinstein và Chủ tịch Hạ viện Nancy Pelosi lại bác bỏ đề xuất này.
Vào ngày 26 tháng 3, trong một bước đi mà phe Dân chủ gọi là một "trò hề", các thượng nghị sĩ Cộng hòa kêu gọi bỏ phiếu sớm về Green New Deal mà không có bất cứ buổi thảo luận hay buổi làm chứng từ chuyên gia nào. Markey cho rằng phe Cộng hòa đang "nhạo báng" cuộc tranh luận Green New Deal và gọi cuộc bỏ phiếu này là một "trò giả tạo". Nhằm phản đối bước đi này, các Thượng nghị sĩ Dân chủ đồng loạt bỏ phiếu trắng, thậm chí bỏ phiếu chống dự luật; kết quả là dự luật không được Thượng viện thông qua với tỷ lệ 57 phiếu chống–0 phiếu thuận. Vào tháng 3 năm 2019, một nhóm các nhà hoạt động tại Anh đề xuất Công Đảng xây dựng một kế hoạch tương tự có tên "Labour for a Green New Deal." Nhóm này cho biết kế hoạch được lấy cảm hứng từ Phong trào Bình minh và những hoạt động của Ocasio-Cortez tại Mỹ.

#### Bị đồng nghiệp xúc phạm
Vào ngày 20 tháng 7 năm 2020, hai dân biểu Cộng hòa Ted Yoho và Roger Williams tiếp cận Ocasio-Cortez khi cả ba đang có mặt trước Điện Capitol, sau đó Yoho (theo như một nhà báo nghe được) gọi cô là "đồ kinh tởm" và nói "Cô mất trí thật rồi", ám chỉ tới phát biểu gần đây của cô cho rằng nghèo đói và thất nghiệp khiến tội phạm gia tăng tại Thành phố New York trong đại dịch COVID-19. Ocasio-Cortez nói với Yoho rằng ông đang hành xử "thô lỗ". Vừa lúc Ocasio-Cortez rời đi tiến vào bên trong tòa nhà, Yoho gọi cô là "đồ khốn". Khi được hỏi về sự việc, Ocasio-Cortez cho biết: "Tôi chưa từng gặp màn chạm trán nào như vậy ... Tôi chưa từng phải chịu sự thiếu tôn trọng nào bất ngờ và kinh khủng đến vậy." Yoho cũng được chất vấn sau đó nhưng từ chối trả lời. Lãnh tụ phe thiểu số Kevin McCarthy lên án hành động của Yoho, đồng thời lãnh tụ phe đa số Steny Hoyer yêu cầu Yoho xin lỗi công khai và cho rằng hành động trên "cần phải bị xử lý".

 
Một ngày sau, Yoho phát biểu trước Hạ viện về vụ việc trên, cho rằng mình không sử dụng trực tiếp "những từ ngữ xúc phạm" tới bất kỳ người đồng nghiệp nào. Ông xin lỗi về "hành động thô lỗ trong cuộc nói chuyện với người đồng nghiệp từ New York—đúng là chúng tôi có những bất đồng trong chính sách và tầm nhìn dành cho nước Mỹ—nhưng điều đó không có nghĩa là chúng ta nên bày tỏ sự thiếu tôn trọng. Là người đã kết hôn 45 năm và đã có hai cô con gái, tôi hiểu rõ những từ ngữ mà mình đã nói ra."  Ocasio-Cortez trả lời bình luận của Yoho vào ngày tiếp theo. Trong bài phát biểu được truyền hình rộng rãi, cô lên án về những sự phân biệt đối xử với phụ nữ trong văn hóa, hành vi và ngôn từ. Cô cũng chỉ trích Yoho đã "trốn sau lưng vợ và các con" trong bài phát biểu của ông trước đó:
Có con nhỏ không có nghĩa là người đó tử tế. Có vợ cũng không có nghĩa là người đó tử tế. Người đàn ông chỉ tử tế khi người đó đối xử với người khác bằng phẩm giá và sự tôn trọng của mình. [...] Tôi cũng là một người con gái. May mắn là cha tôi không còn trên thế gian để phải chứng kiến ông Yoho đối xử thế nào với con gái mình. Còn mẹ tôi được thấy sự thiếu tôn trọng của ông Yoho đối với tôi trước Hạ viện trên truyền hình. Và tôi có mặt ở đây hôm nay để chứng tỏ cho cha mẹ tôi thấy rằng tôi là con gái họ và họ không nuôi dạy tôi chấp nhận để cho đàn ông xúc phạm mình.

#### Vụ bạo loạn Điện Capitol năm 2021
Trong một buổi phát trực tiếp dài gần 90 phút trên Instagram Live, Ocasio-Cortez đã thuật lại trải nghiệm của bản thân trong vụ bạo loạn ở Điện Capitol năm 2021. Cô nói rằng mình đã phải trốn trong phòng vệ sinh ở văn phòng trước khi được một cảnh sát đưa đi sơ tán cùng với toàn bộ nhân viên sang một toà nhà khác. Ocasio-Cortez cho biết viên cảnh sát không tiết lộ danh tính. Cô còn kể rằng khi viên cảnh sát này đang tiến vào văn phòng, cô đã nhầm tưởng đó là giọng của một người tham gia bạo loạn. Cô phải trú ẩn trong văn phòng của Nghị sĩ Katie Porter và phải chuẩn bị cho tình huống bị người biểu tình tràn vào tấn công.

### Thành viên ủy ban
- Ủy ban Dịch vụ Tài chính[178]
  - Tiểu ban Bảo vệ Nhà đầu tư, Doanh nghiệp và Thị trường vốn
  - Tiểu ban Bảo vệ Người tiêu dùng và Tổ chức Tài chính
- Ủy ban Giám sát và Cải cách Chính phủ[179]
  - Tiểu ban Quyền Dân sự và Tự do Dân sự
  - Tiểu ban Môi trường

### Thành viên nhóm nghị sĩ
- Congressional Progressive Caucus[180]

## Quan điểm chính trị

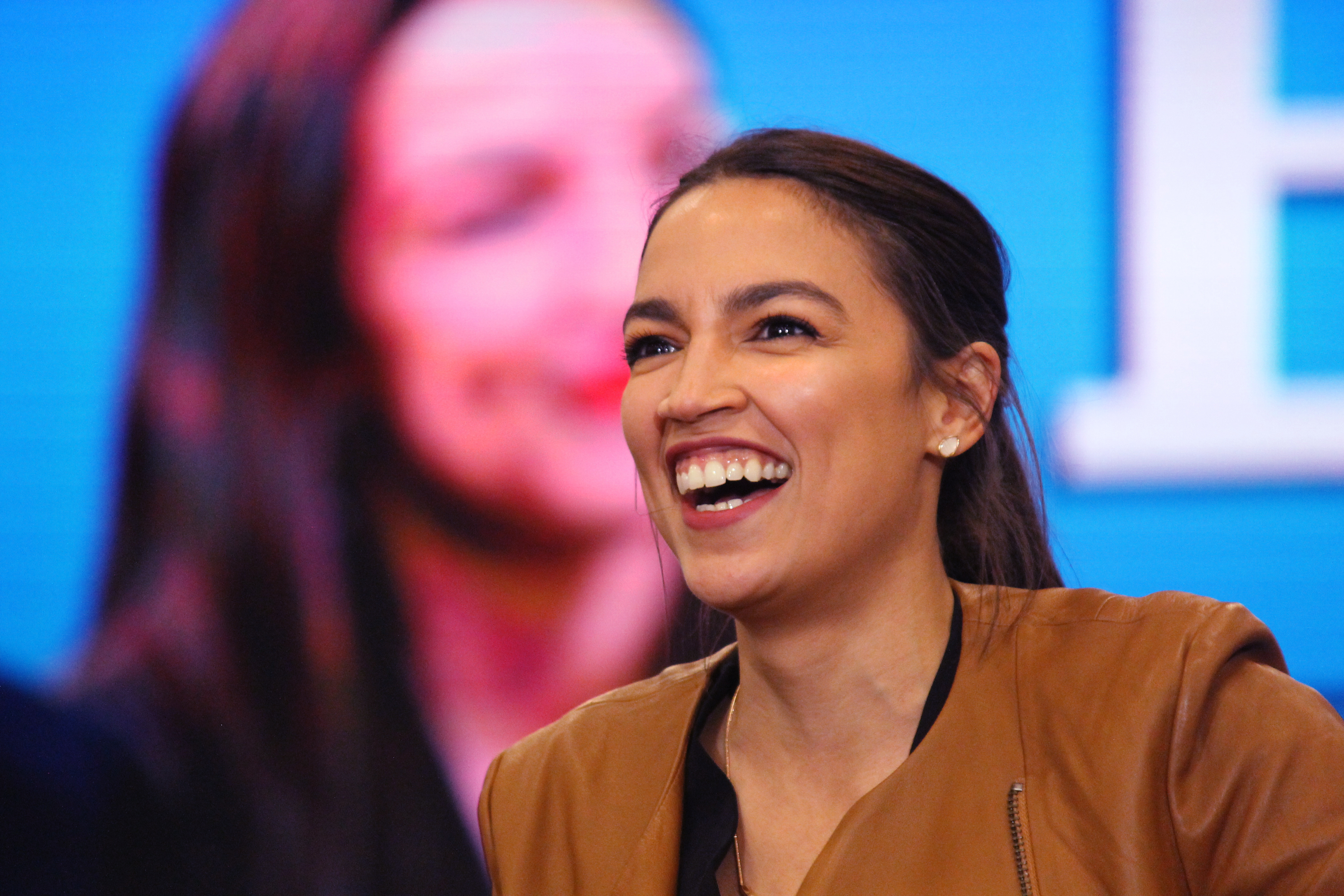
Ocasio-Cortez tại buổi vận động của Sanders tại Council Bluffs, Iowa

Ocasio-Cortez là thành viên của Hội các nhà Dân chủ xã hội chủ nghĩa Mỹ ("Democratic Socialists of America") và đón nhận chủ nghĩa xã hội dân chủ trở thành một phần trong tư tưởng chính trị của mình. Trong một cuộc phỏng vấn với chương trình Meet the Press của NBC, cô gọi chủ nghĩa xã hội dân chủ là "một phần của con người tôi, chứ không phải tất cả con người tôi. Tôi nghĩ đó là sự khác biệt rất quan trọng." Trước câu hỏi về việc chủ nghĩa xã hội dân chủ chủ trương kêu gọi chấm dứt chủ nghĩa tư bản trong một cuộc phỏng vấn của chương trình Firing Line trên PBS, cô trả lời: "Chúng ta đang có những bước tiến về vấn đề này. Tôi nghĩ rằng nền kinh tế của chúng ta sẽ chứng kiến một sự thay đổi ở quy mô chưa từng có, và thật khó để biết trước được nó sẽ diễn ra như thế nào."
Ocasio-Cortez ủng hộ các chính sách tiến bộ như hệ thống chăm sóc sức khỏe tập trung Medicare for All, miễn học phí tại các trường đại học cao đẳng, thực hiện đảm bảo việc làm cấp liên bang, hủy toàn bộ 1,6 nghìn tỷ USD khoản nợ sinh viên đang hiện hành, quy định đảm bảo cho người lao động được nghỉ phép khi gặp vấn đề gia đình, xóa bỏ Cơ quan Thực thi Di trú và Hải quan Hoa Kỳ, chấm dứt tư nhân hóa các nhà tù, thực hiện các chính sách kiểm soát súng đạn, và chính sách năng lượng dựa trên 100% nguồn tái tạo.
Cô để ngỏ khă năng sử dụng Lý thuyết tiền tệ hiện đại ("Modern Monetary Theory" - MMT) làm con đường xây dựng một nền kinh tế có khả năng chi trả và cho phép triển khai các mục tiêu trên. Ocasio-Cortez nói với Anderson Cooper rằng cô muốn theo đuổi các chính sách "gần giống với những gì ta thấy ở Anh, Na Uy, Phần Lan hay Thụy Điển."
Ocasio-Cortez ủng hộ Bernie Sanders trong cuộc bầu cử tổng thống năm 2020 và xuất hiện cùng ông tại các buổi phát biểu tranh cử. Các buổi vận động có sự xuất hiện của cô thu hút nhiều người tham dự hơn bất cứ buổi vận động tranh cử tổng thống nào khác. Vào ngày 25 tháng 1, cô cùng với Michael Moore xuất hiện thay cho Sanders tại một buổi vận động ở trường Đại học Iowa do Sanders phải dự phiên luận tội tổng thống Trump tại Thượng viện.

### Môi trường

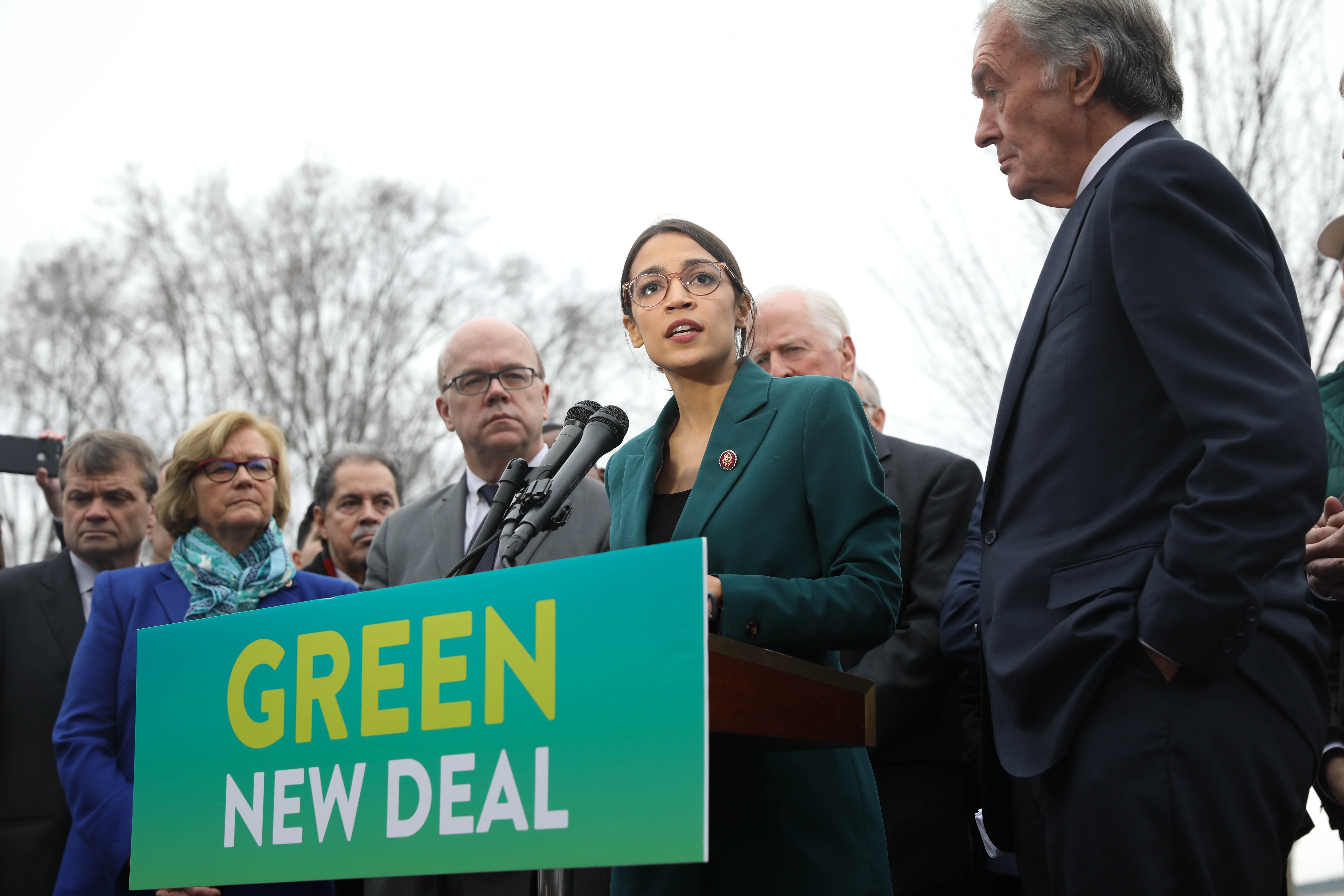
Ocasio-Cortez phát biểu về Green New Deal trước Điện Capitol vào tháng 2 năm 2019.

Ocasio-Cortez kêu gọi cần phải có "nhiều ý kiến quyết liệt hơn về vấn đề môi trường trong Quốc hội" đồng thời gọi biến đổi khí hậu là "mối đe dọa an ninh quốc gia lớn nhất của nước Mỹ và cũng là mối đe dọa lớn nhất tới nền văn minh công nghiệp toàn cầu." Trước một báo cáo của Liên Hợp Quốc cho thấy ảnh hưởng của biến đổi khí hậu sẽ không thể đảo ngược nếu không kiểm soát được lượng khí thải cacbon trong 12 năm tới, cô cho rằng loài người muốn không đi đến diệt chủng thì phải bắt tay giải quyết vấn đề biến đổi khí hậu ngay lập tức.
Chính sách kinh tế của Ocasio-Cortez, với tên gọi Green New Deal, kêu gọi nước Mỹ chuyển đổi sang hệ thống lưới điện chạy bằng 100% năng lượng tái tạo và chấm dứt sử dụng nhiên liệu hóa thạch trong vòng 10 năm tới. Những thay đổi này ước tính tốn khoảng 2,5 nghìn tỷ USD mỗi năm và sẽ được chi trả bằng số tiền thuế thu từ giới giàu có. Cô cũng cho biết mình "sẵn sàng tiếp nhận" việc sử dụng năng lượng hạt nhân trong Green New Deal.

### Chính sách thuế
Ocasio-Cortez đề xuất triển khai mức thuế suất biên cao tới 70% với mức thu nhập trên 10 triệu USD nhằm chi trả cho Green New Deal. Theo trả lời của các chuyên gia thuế trước The Washington Post, mức thuế này sẽ đem về thêm cho nhà nước 720 tỷ USD mỗi thập kỷ. Ocasio-Cortez phản đối quy tắc PAYGO được các lãnh đạo đảng Dân chủ ủng hộ, trong đó các khoản chi tiêu sẽ được bù lại bằng cách tăng thuế hoặc giảm bớt số tiền chi cho các lĩnh vực khác nhằm tránh thâm hụt ngân sách. Cô cùng với Nghị sĩ Ro Khanna cho rằng quy tắc này làm kìm hãm việc triển khai các chính sách tiến bộ mới. Cô sử dụng Lý thuyết tiền tệ hiện đại làm cơ sở giải thích cho sự thâm hụt ngân sách lớn có thể xảy ra khi thực hiện kế hoạch của mình. So sánh với cuộc Đại khủng hoảng, cô cho rằng Green New Deal cần sự bội chi giống như Chính sách kinh tế mới trong thời kỳ đó.

### Nhập cư
Ocasio-Cortez đã nhiều lần bày tỏ ủng hộ việc ngừng cấp quỹ và xóa bỏ Cơ quan Thực thi Di trú và Hải quan Hoa Kỳ (ICE). Vào tháng 2 năm 2018, cô gọi cơ quan này là "sản phẩm của đạo luật Patriot thời tổng thống Bush" và đang "càng ngày càng hoạt động theo kiểu bán quân sự". Tháng 6 đó cô cho biết muốn "ngay lập tức dỡ bỏ hoàn toàn" cơ quan này và "tạo cơ hội trao quyền công dân cho nhiều người nhập cư hơn thông qua phi hình hình sự hóa." Sau đó cô làm rõ rằng điều này không đồng nghĩa với việc ngừng tất cả các trường hợp trục xuất. Hai ngày sau cuộc bầu cử sơ bộ, Ocasio-Cortez tham gia một cuộc biểu tình tại một trại giam giữ trẻ em của ICE ở Tornillo, Texas. Cô là đảng viên Dân chủ duy nhất bỏ phiếu chống Nghị quyết số 648 của Hạ viện, một dự luật ngân sách nhằm tái mở cửa chính phủ. Nguyên nhân là do dự luật này tiếp tục có khoản ngân sách dành cho ICE.
Vào tháng 1 năm 2021, Ocasio-Cortez bày tỏ ủng hộ nghị quyết Roadmap to Freedom do Nghị sĩ Pramila Jayapal khởi xướng nhằm định hướng các chính sách nhập cư trong tương lai. Nghị quyết đặt mục tiêu bảo vệ những người nhập cư dễ bị tổn thương và hạn chế việc truy tố hình sự đối với những người nhập cư.
Trại giam giữ những người nhập cư không giấy tờ
Vào tháng 6 năm 2019, Ocasio-Cortez so sánh những trại giam giữ người nhập cư không giấy tờ ở vùng biên giới Mexico–Hoa Kỳ dưới thời chính quyền Trump giống như những "trại tập trung". Cô trích dẫn những "phân tích chuyên môn" từ Andrea Pitzer, tác giả của cuốn sách One Long Night: A Global History of Concentration Camps, trong một bài viết trên tạp chí Esquire. Một số học giả tán thành với bình luận trên của Ocasio-Cortez; song nhiều nhân vật khác lại phản đối gay gắt phát ngôn trên, cho rằng như vậy là không tôn trọng những nạn nhân của vụ diệt chủng Holocaust. Phản hồi trước những chỉ trích từ cả hai phe Cộng hòa và Dân chủ, Ocasio-Cortez cho rằng họ đang đồng nhất sai hai khái niệm trại tập trung ("khu giam giữ những người dân thường mà không qua xét xử") và trại hành quyết. Cô từ chối đưa ra lời xin lỗi về bình luận của mình: "Nếu các vị thấy khó chịu, hãy đấu tranh chống các trại ấy chứ đừng cãi nhau chỉ vì cái tên gọi."
Vào tháng 7 năm 2019, Ocasio-Cortez tới thăm các trại giam giữ người nhập cư cùng các cơ sở khác tại Texas để chứng kiến tận mắt tình hình khủng hoảng biên giới. Ocasio-Cortez mô tả điều kiện tại đây là "kinh hoàng." Cô cho biết nhiều phụ nữ trong một buồng giam tại đây không được tắm trong hai tuần và buộc phải uống nước bồn cầu khi vòi nước bị hỏng. Một người phụ nữ còn bị quản giáo tách khỏi con gái mình và không biết chúng hiện đang ở đâu.

### Chăm sóc sức khỏe
Ocasio-Cortez ủng hộ việc chuyển đổi hệ thống chăm sóc sức khỏe về một đơn vị duy nhất do nhà nước quản lý, coi chăm sóc y tế là một quyền cơ bản của con người. Cô cho rằng chỉ cần một cơ quan bảo hiểm sức khỏe của chính phủ là đủ cho mọi người dân Mỹ và góp phần giảm thiểu chi phí. Trang web chiến dịch tranh cử của cô viết: "Gần như mọi quốc gia phát triển trên thế giới đều có hệ thống chăm sóc sức khỏe toàn dân. Đã đến lúc nước Mỹ bắt kịp thế giới để đảm bảo tất cả người dân đều được chăm sóc y tế thực sự mà không phải lo lắng về tài chính." Đề xuất Medicare for All được nhiều ứng viên tổng thống đảng Dân chủ năm 2020 đón nhận.

### Xóa đói giảm nghèo
Vào tháng 9 năm 2019, Ocasio-Cortez đề xuất một loạt các chính sách xóa đói giảm nghèo (nằm trong một gói dự luật có tên là "A Just Society"), trong đó những tiêu chí về chăm sóc trẻ em, chăm sóc sức khỏe và cả các "nhu yếu phẩm mới" như truy cập Internet sẽ được xem xét trong xác định đói nghèo. Dự luật sẽ giới hạn mức tăng tiền thuê nhà hàng năm và đảm bảo cung cấp đầy đủ các chương trình an sinh xã hội cho những người đã bị kết án và những người nhập cư không có giấy tờ. Theo điều tra dân số, khoảng 40 triệu người Mỹ đang phải sống trong nghèo đói.

### Quyền bình đẳng LGBTQ
Ocasio-Cortez là người tích cực vận động cho quyền và bình đẳng của cộng đồng LGBTQ. Cô từng phát biểu ủng hộ cộng đồng LGBTQ và cảm ơn các thành viên của cộng đồng đã hỗ trợ trong chiến dịch tranh cử của mình. Cô còn xuất hiện trong một buổi live stream trò chơi điện tử nhằm mục đích gây quỹ cho Mermaids, một quỹ từ thiện dành cho trẻ em chuyển giới tại Anh Quốc. Tại cuộc tuần hành phụ nữ tháng 1 năm 2019 ở Manhattan, Ocasio-Cortez có bài phát biểu chi tiết bày tỏ sự ủng hộ các biện pháp nhằm đảm bảo quyền bình đẳng cho cộng đồng LGBTQ. Cô cũng nêu luận điểm của mình về việc công nhận quyền cho người chuyển giới: "Không cần phải suy nghĩ nhiều... quyền của người chuyển giới cũng là quyền dân sự, là quyền con người."
Tại phiên họp ngày 27 tháng 2 năm 2020 của Ủy ban Giám sát và Cải cách thuộc Hạ viện, Ocasio-Cortez đã dùng chính hoàn cảnh tôn giáo của mình để tranh luận về quyền bình đẳng LGBT. Nhắc tới vụ việc một bệnh viện Công giáo từ chối cắt bỏ tử cung cho một người đàn ông chuyển giới, cô cho rằng, "chẳng có gì là thành thiện khi từ chối chăm sóc y tế cho người khác, bất kể họ là ai hay bản sắc của họ như thế nào. Chẳng có gì là thánh thiện khi khiến người ta phải rời khỏi bệnh viện."

### Puerto Rico
Ocasio-Cortez kêu gọi nước Mỹ thể hiện sự "đoàn kết với Puerto Rico". Cô ủng hộ trao thêm quyền dân sự cho người dân Puerto Rico, bất kể vị thế của Puerto Rico trên bản đồ hành chính Mỹ. Cô cũng vận động tích cực cho quyền bầu cử và công tác giảm thiểu thiên tai cho người dân nơi đây. Ocasio-Cortez bày tỏ thái độ không đồng tình với công tác phòng chống bão Maria của FEMA và sự phớt lờ của chính quyền liên bang trước vấn đề vị thế chính trị của Puerto Rico. Cô cho rằng chính quyền liên bang nên đầu tư nhiều hơn vào Puerto Rico. Vào tháng 8 năm 2020, Ocasio-Cortez cùng Nydia Velázquez giới thiệu dự thảo Đạo luật Tự quyết Puerto Rico 2020 và sau đó trình lên Ủy ban Tài nguyên Thiên nhiên của Hạ viện.

### Các vấn đề trong nước khác
Về giáo dục, Ocasio-Cortez tán thành việc thành lập các trường đại học và cao đẳng miễn học phí cho sinh viên. Cô cho biết mình vẫn đang phải tự trả khoản nợ sinh viên của bản thân và bày tỏ ý định muốn xóa bỏ tất cả nợ sinh viên trên cả nước.
Vào ngày 28 tháng 6 năm 2018, Ocasio-Cortez cho biết cô ủng hộ luận tội Tổng thống Trump, cáo buộc Trump vi phạm điều khoản cấm nhận hối lộ trong Hiến pháp, đồng thời cho rằng "tất cả những ai vi phạm đều phải chịu trách nhiệm và không ai đứng trên luật pháp."
Ocasio-Cortez phản đối kế hoạch hỗ trợ và giảm thuế trị giá 3 tỷ USD của Thành phố New York dành cho Amazon.com để công ty này xây dựng trụ sở thứ hai (Amazon HQ2) ở gần khu vực của cô. Cô nêu ý kiến rằng thành phố nên đầu tư số tiền 3 tỷ USD đó cho địa phương của cô. Một số nhà bình luận chỉ trích ý kiến này: họ cho rằng cô không hiểu các khoản giảm thuế là những ưu đãi áp dụng với khoản tiền được nộp cho chính phủ chứ không phải do chính phủ chi trả, đồng thời "New York không có 3 tỷ USD tiền mặt" để "đưa" cho Amazon và nếu Amazon rời đi thì số tiền này cũng sẽ đi theo.
Vào cuối năm 2020, Ocasio-Cortez và Rashida Tlaib đề xuất dự luật khuyến khích thành lập các ngân hàng công tại các tiểu bang và các địa phương bằng cách cho phép các ngân hàng tiếp cận nguồn lực từ Cục Dự trữ Liên bang, đồng thời đặt ra các quy tắc về ngân hàng công trên toàn quốc.
Ocasio-Cortez cũng thường xuyên lên tiếng ủng hộ các chính sách về quyền cho người lao động, trong đó có việc áp dụng mức lương tối thiểu 15 USD/giờ. Đầu năm 2021, cô tham gia cuộc đình công tại chợ Hunts Point ở The Bronx thay vì tới dự buổi lễ nhậm chức của Joe Biden.

### Chính sách đối ngoại

#### Trung Quốc
Ocasio-Cortez chỉ trích hai công ty Mỹ Activision Blizzard và Apple với cáo buộc các công ty này kiểm duyệt đối với những người biểu tình dân chủ tại Hồng Kông. Trong một bức thư tập thể gửi tới CEO của Activision Blizzard Bobby Kotick có đoạn viết: "Khi Trung Quốc đang tăng cường chiến lược đe dọa của họ, các vị cùng các công ty của mình phải quyết định hoặc là nhìn xa trông rộng, bỏ qua những vấn đề về lợi nhuận và quảng bá các giá trị của nước Mỹ—ví dụ như tự do ngôn luận và tư tưởng—hoặc nhún nhường trước những yêu sách của Bắc Kinh chỉ để giữ chân thị trường."
Một bức thư khác do Ocasio-Cortez cùng bảy nhà lập pháp khác thuộc cả hai đảng soạn thảo chỉ trích gay gắt phản ứng của NBA trước vụ việc huấn luyện viên trưởng Daryl Morey của đội Houston Rockets đăng dòng tweet ủng hộ cuộc biểu tình tại Hồng Kông. Bức thư viết phản ứng của NBA không những đã "bán đứng một công dân Mỹ" mà còn "củng cố cho quan điểm của Đảng Cộng sản Trung Quốc rằng những người lên tiếng về cuộc đàn áp của Trung Quốc tại Hồng Kông chỉ đang nêu những quan điểm cá nhân, chứ không phải sự thật", đồng thời gọi đây là "sự phản bội những giá trị của nước Mỹ."

#### Israel
Vào tháng 5 năm 2018, Ocasio-Cortez lên tiếng phản đối Lực lượng Phòng vệ Israel sử dụng vũ khí gây chết người với người biểu tình Palestine tại dải Gaza, gọi đây là một "cuộc thảm sát" trong một dòng tweet. Trong một cuộc phỏng vấn vào tháng 7 năm 2018 với chương trình Firing Line của PBS, cô cho biết mình là người "ủng hộ giải pháp hai nhà nước" và gọi sự hiện diện của Israel tại Bờ Tây là "sự chiếm đóng Palestine." Một số nhóm và nhà bình luận ủng hộ Israel chỉ trích việc cô sử dụng từ "chiếm đóng". Một số khác bào chữa cho phát biểu này, viện dẫn một nghị quyết của Liên Hợp Quốc xác định vùng lãnh thổ tại Bờ Tây là khu vực bị chiếm đóng. Vào tháng 7 năm 2019, Ocasio-Cortez bỏ phiếu phản đối một nghị quyết tại Hạ viện do nghị sĩ Dân chủ Brad Schneider giới thiệu, với nội dung lên án phong trào Tẩy chay, Thoái vốn và Cấm vận do Palestine khởi xướng nhằm vào Israel. Nghị quyết vẫn được thông qua với tỷ lệ 398–17.
Ocasio-Cortez cảnh báo kế hoạch thôn tính các vùng lãnh thổ của người Palestine do Israel chiếm đóng tại Bờ Tây "sẽ mở đường cho Israel trở thành một nhà nước apartheid." Trong lá thư gửi Ngoại trưởng Mike Pompeo, cô cho biết sẽ "theo đuổi các chính sách kiểm soát nguồn viện trợ 3,8 tỷ USD của quân đội Mỹ cho Israel để đảm bảo người dân Mỹ đóng thuế không phải để hỗ trợ bất cứ hành động thôn tính nào." AIPAC đã lên án bức thư trên, cho rằng điều đó sẽ gây đe dọa đến mối quan hệ Hoa Kỳ-Israel.

#### Cuộc chiến giữa Ả Rập Xê Út và Yemen
Ocasio-Cortez bỏ phiếu tán thành rút lực lượng quân đội Mỹ hỗ trợ cho Ả Rập Xê Út trong cuộc chiến tranh của nước này với Yemen. Cô cũng chỉ trích chính quyền Tổng thống Trump làm gia tăng căng thẳng với Iran.

## Ủng hộ chính trị
Vào tháng 1 năm 2020, Ocasio-Cortez tuyên bố thành lập một ủy ban hành động chính trị có tên là Courage to Change; ủy ban này lần đầu đưa ra công bố ủng hộ các ứng viên Dân chủ tiến bộ vào ngày 21 tháng 2 năm 2020. Một số nhà bình luận tiến bộ chỉ trích Ocasio-Cortez vì tới ngày 3 tháng 3 mới chỉ lên tiếng ủng hộ hai ứng viên Dân chủ sơ bộ. Một gương mặt tiêu biểu không có trong danh sách này là Cori Bush, người từng được Ocasio-Cortez ủng hộ hai năm trước.

## Nhiệm kỳ quốc hội
| Nhiệm kỳ làm việc tại Quốc hội Hoa Kỳ | Nhiệm kỳ làm việc tại Quốc hội Hoa Kỳ | Nhiệm kỳ làm việc tại Quốc hội Hoa Kỳ | Nhiệm kỳ làm việc tại Quốc hội Hoa Kỳ | Nhiệm kỳ làm việc tại Quốc hội Hoa Kỳ | Nhiệm kỳ làm việc tại Quốc hội Hoa Kỳ   | Nhiệm kỳ làm việc tại Quốc hội Hoa Kỳ |
| Thời gian                             | Khóa                                  | Viện                                  | Phe đa số                             | Tổng thống                            | Ủy ban                                  | Khu vực                               |
| ------------------------------------- | ------------------------------------- | ------------------------------------- | ------------------------------------- | ------------------------------------- | --------------------------------------- | ------------------------------------- |
| 2019–2021                             | 116                                   | Hạ viện                               | Dân chủ                               | Donald Trump                          | Dịch vụ Tài chính, Giám sát và Cải cách | Khu vực 14                            |
| 2021–2023                             | 117                                   | Hạ viện                               | Dân chủ                               | Donald Trump Joe Biden                | Dịch vụ Tài chính, Giám sát và Cải cách | Khu vực 14                            |

## Lịch sử bầu cử
| Đảng          | Đảng          | Thành viên                   | Phiếu bầu | %     |
| ------------- | ------------- | ---------------------------- | --------- | ----- |
|               | Dân chủ       | Alexandria Ocasio-Cortez     | 16,898    | 56,7  |
|               | Dân chủ       | Joseph Crowley (đương nhiệm) | 12,880    | 43,3  |
| Tổng số phiếu | Tổng số phiếu | Tổng số phiếu                | 29,778    | 100,0 |

| Đảng          | Đảng              | Thành viên                   | Phiếu bầu | %     |
| ------------- | ----------------- | ---------------------------- | --------- | ----- |
|               | Dân chủ           | Alexandria Ocasio-Cortez     | 110,318   | 78,2  |
|               | Cộng hòa          | Anthony Pappas               | 19,202    | 13,6  |
|               | Công tác Gia đình | Joseph Crowley               | 8,075     | 5,7   |
|               | Phụ nữ Bình đẳng  | Joseph Crowley               | 1,273     | 0,9   |
|               | Tổng cộng         | Joseph Crowley (đương nhiệm) | 9,348     | 6,6   |
|               | Bảo thủ           | Elizabeth Perri              | 2,254     | 1,6   |
| Tổng số phiếu | Tổng số phiếu     | Tổng số phiếu                | 141,122   | 100,0 |
|               | Dân chủ giữ ghế   |                              |           |       |

| Đảng          | Đảng          | Thành viên                             | Phiếu bầu | %     |
| ------------- | ------------- | -------------------------------------- | --------- | ----- |
|               | Dân chủ       | Alexandria Ocasio-Cortez (đương nhiệm) | 46,577    | 74,6  |
|               | Dân chủ       | Michelle Caruso-Cabrera                | 11,337    | 18,2  |
|               | Dân chủ       | Badrun Khan                            | 3,119     | 5,0   |
|               | Dân chủ       | Sam Sloan                              | 1,406     | 2,3   |
| Tổng số phiếu | Tổng số phiếu | Tổng số phiếu                          | 62,439    | 100,0 |

| Đảng          | Đảng            | Thành viên                             | Phiếu bầu | %     |
| ------------- | --------------- | -------------------------------------- | --------- | ----- |
|               | Dân chủ         | Alexandria Ocasio-Cortez (đương nhiệm) | 152,661   | 71,6  |
|               | Cộng hòa        | John Cummings                          | 52,477    | 24,6  |
|               | Bảo thủ         | John Cummings                          | 5,963     | 2,8   |
|               | Tổng cộng       | John Cummings                          | 58,440    | 27,4  |
|               | SAM             | Michelle Caruso-Cabrera                | 2,000     | 1,0   |
| Tổng số phiếu | Tổng số phiếu   | Tổng số phiếu                          | 213,101   | 100,0 |
|               | Dân chủ giữ ghế |                                        |           |       |

## Giải thưởng và vinh danh
Tên của cô được Phòng thí nghiệm Lincoln MIT đặt cho tiểu hành tinh 23238 Ocasio-Cortez nhằm vinh danh thành tích đạt giải nhì của cô tại Hội chợ Khoa học và Kỹ thuật Quốc tế Intel năm 2007, khi cô còn học năm cuối trung học phổ thông. Ocasio-Cortez được Ernesto Nieto, chủ tịch Viện Tây Ban Nha Quốc gia, vinh danh là Nhân vật của năm 2017. Năm 2019, Ocasio-Cortez nhận Giải thưởng Adelle Foley. Cô cũng có tên trong danh sách 100 Women của BBC năm 2019.

## Đời tư
Sau khi cha mất vào năm 2008, mẹ và người bà của cô phải chuyển tới Florida do khó khăn tài chính. Cô vẫn có họ hàng đang sống tại Puerto Rico, trong đó có người ông sống tại một nhà dưỡng lão cho đến năm 2017 thì mất do bão Maria. Ocasio-Cortez said that "là người Puerto Rico có nghĩa là hậu duệ của... những người Moor [và] nô lệ châu Phi, những người da đỏ Taino, những thực dân Tây Ban Nha, những người tỵ nạn Do Thái, và có lẽ là còn nhiều hơn thế. Chúng tôi vừa thuộc về họ, nhưng cũng vừa là một thứ gì đó khác biệt—chúng tôi là Boricua."
Ocasio-Cortez là một tín đồ Công giáo. Cô từng bàn luận về đưc tín của mình và ảnh hưởng của Công giáo với đời sống cá nhân cùng với chiến dịch cải cách tư pháp của mình trong một bài viết của cô cho America, cuốn tạp chí của Dòng Tên tại Hoa Kỳ. Tại một buổi lễ Hanukkah ở New York vào tháng 12 năm 2018, cô tiết lộ mình có tổ tiên là người Do Thái.
Trong chiến dịch tranh cử năm 2018, Ocasio-Cortez sống tại Parkchester, Bronx cùng với bạn trai là nhà phát triển web Riley Roberts.